# Pepelno
Pepelno este o localitate din comuna Celje, Slovenia, cu o populație de 117 locuitori.